# ثالر بازل

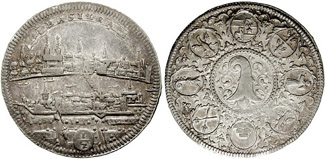
نصف ثالر بازل

ثالر بازل كان عملة كانتون بازل السويسري حتى 1798. ينقسم إلى 30 باتزن وكل باتزن إلى 4 كرويتزر أو 8 رابن. صدرت العملة من كل من كانتون بازل ومطرانيته. استبدل بفرنك الجمهورية الهلفتيكية في 1798. والذي استبدل بفرنك بازل.